# Museo Khanenko
El Museo Janenko (oficialmente: Museo Nacional de Arte Bohdán y Varvara Janenko) es un museo ubicado en Kiev, Ucrania, que alberga la mayor colección de arte europeo y asiático del país.

## Historia
La historia del Museo Janenko se remonta a la década de 1870, cuando Bohdán Janenko (1849-1917) contrajo matrimonio con Varvara Teréschenko (1852-1922). La joven pareja fantaseaba con la idea de obtener su propia colección de arte. Los Janenko viajaban con frecuencia por Europa, asistiendo a varias exhibiciones y galerías privadas. Guiados por expertos de historia del arte, durante cuatro décadas coleccionaron una valiosa retrospectiva de arte.
La intención de los Janenko era abrir un museo de arte público en Kiev, hecho que se evidencia con el testamento de Bohdán Janenko en 1917. Un año más tarde, Varvara Janenko firmó un acta de donación en la que transfirió toda su colección de arte, la vivienda y la colección de libros al fideicomiso de la Academia Nacional de Ciencias de Ucrania.
Sin embargo, la historia del museo se complicó. En junio de 1919, el gobierno bolchevique nacionalizó las propiedades de la familia Janenko, en cuya vivienda se instaló el Museo Nacional de Arte y cuyo primer director fue el experto Georgy Lykomsky (1884-1952). Varvara unió fuerzas con Lykomsky y participó en la creación de la primera exhibición del recién inaugurado museo. Gracias al apoyo de académicos ucranianos, una Varvara anciana obtuvo el permiso para residir en el museo, donde presidió el comité del mismo hasta su fallecimiento. En 1921, el museo se convirtió en un departamento de la Academia Nacional de Ciencias de Ucrania, Mykola Makarenko, historiador del arte y arqueólogo, fue elegido como primer director. En 1924, dos años tras la muerte de Varvara, el apellido Janenko fue eliminado del nombre del museo «por la ausencia de logros revolucionarios en la cultura del proletariado».
Entre los años 1920 y 1930, las colecciones del museo se vieron modificadas en profundidad. Se añadieron nuevas adquisiciones propiedad de Vasyli Schavinsky y del príncipe Repnín, así como del Museo Municipal de Kiev. Al mismo tiempo, el museo se vio forzado a entregar un grupo significante de piezas del patrimonio de los Janenko a otros museos de Kiev, incluyendo retratos familiares, colecciones arqueológicas, obras de arte ucraniano y ruso, así como armas de Europa oriental. Algunas de estas piezas fueron vendidas en el extranjero, mientras que otras fueron trasladadas para completar el Museo Hermitage de Leningrado (San Petersburgo).
Las represiones contra los eruditos ucranianos a comienzos de 1930 marcaron el comienzo de un periodo de dura «comunización» en la historia del museo. Este periodo de extrema educación ideológica y paralización en la investigación se mantuvo hasta mediados de 1980, cuando el centro museístico fue denominado como «Museo Nacional de Kiev de Arte Occidental y Oriental».
Durante la Segunda Guerra Mundial, las piezas más significativas del museo fueron evacuadas a Ufá, en la República de Baskortostán de la Unión Soviética. Las obras que se mantuvieron en Kiev fueron expoliadas por la Alemania nazi en 1943. Actualmente el museo continúa trabajando en identificar y localizar estas parte de la colección perdida.

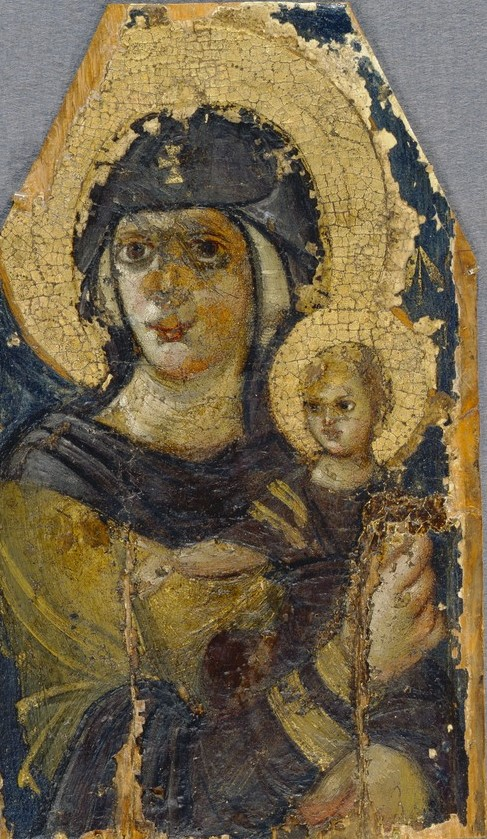
Icono de la Virgen María y el Niño Jesús, siglo.

Entre 1986 y 1998, el museo cerró sus puertas para una renovación de su colección. A mediados de 1990, la nueva dirección a cargo de Vira Vynográdova dio paso a una nueva era de restauración de memoria histórica y un gran desarrollo en la historia del museo. En 1998, se abrió la nueva exposición permanente de arte europeo comprendida entre los siglos XIV y XIX en mansión restaurada de los Janenko. Un año más tarde, el apellido de los mecenas volvió a aparecer en la denominación del museo: «Museo de arte Bohdán y Varvara Janenko».
En 2004, se abrió al público una sala permanente de iconos bizantinos de los siglos VI y VII. Entre estas obras destacan cuatro iconos procedentes del Monasterio de Santa Catalina del Monte Sinaí, en particular, el de la Virgen María y el Niño Jesús. En 2023, estos iconos fueron expuestos en el Museo del Louvre de París. En 2006, se inauguró la mayor exposición de arte asiático en el edificio anexo.